# Дягилево (станция)
Дя́гилево — железнодорожная станция на Рязанском направлении Московской железной дороги.
Расположена в Приокском микрорайоне города Рязань.

## Пассажирское движение
Пригородные пассажирские поезда ездят на Рыбное, Узуново, Голутвин, Москву и на Рязань I и Рязань II. Посадочные платформы низкие и не оборудованы турникетами. Билетная касса не работает.
Когда в 50-е годы XX века в Рязани создавалась западная промышленная зона и одновременно строился Приокский посёлок, станция играла важную транспортную роль, так как ввиду отсутствия путепровода через пути использование электропоездов было важнейшим способом добраться отсюда до центральной части города. В настоящее время ввиду отдалённости станции от основных потоков пассажирского транспорта в городе такового значения она больше не имеет.
В 2009 году была конечной станцией внутрирязанской городской электрички Дягилево — Лесок, отменённой за нерентабельностью.
В ноябре 2022 года от станции началось строительство 2-километровой соединительной ветви к индустриальному промышленному парку «Рязанский».

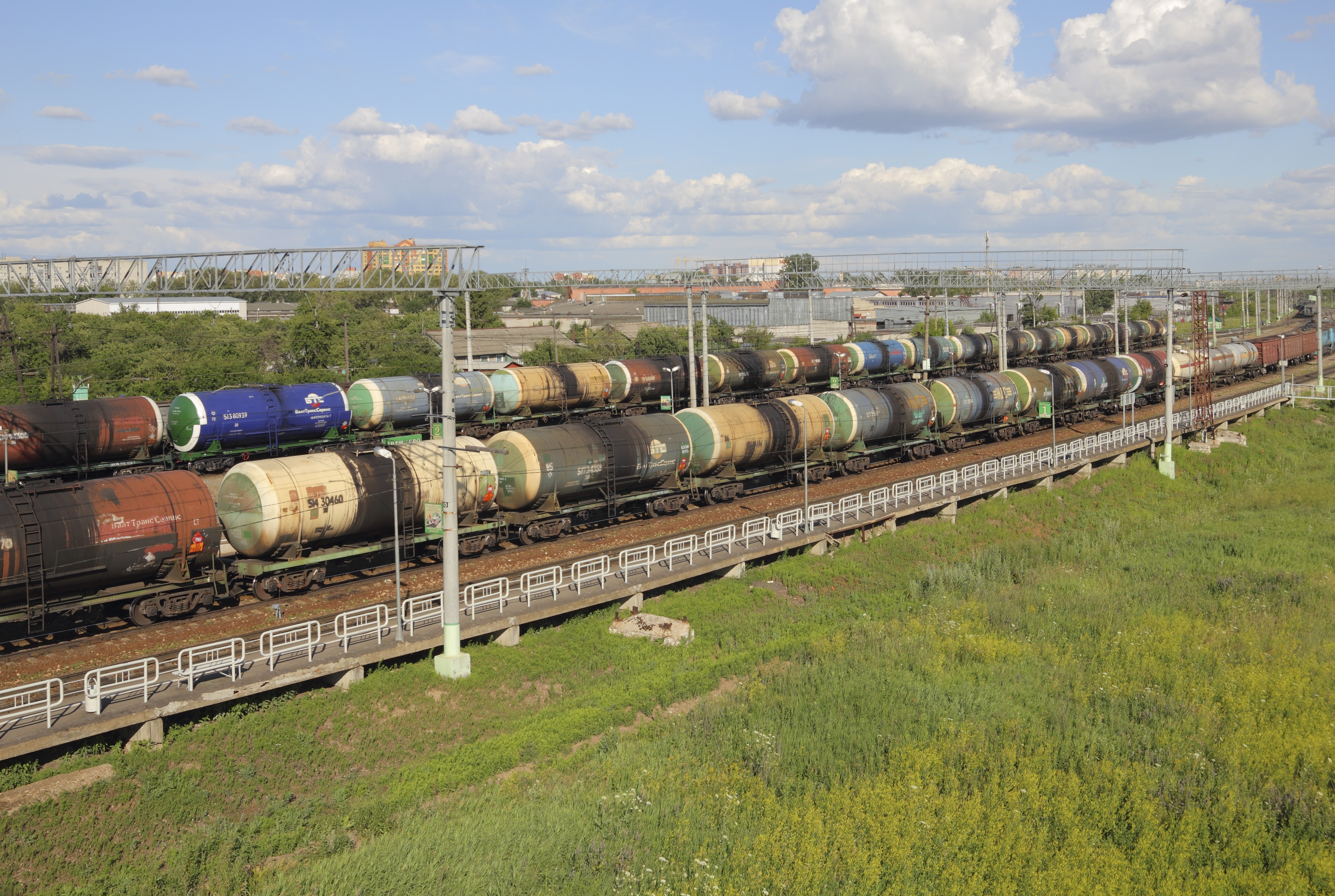
Платформа 1
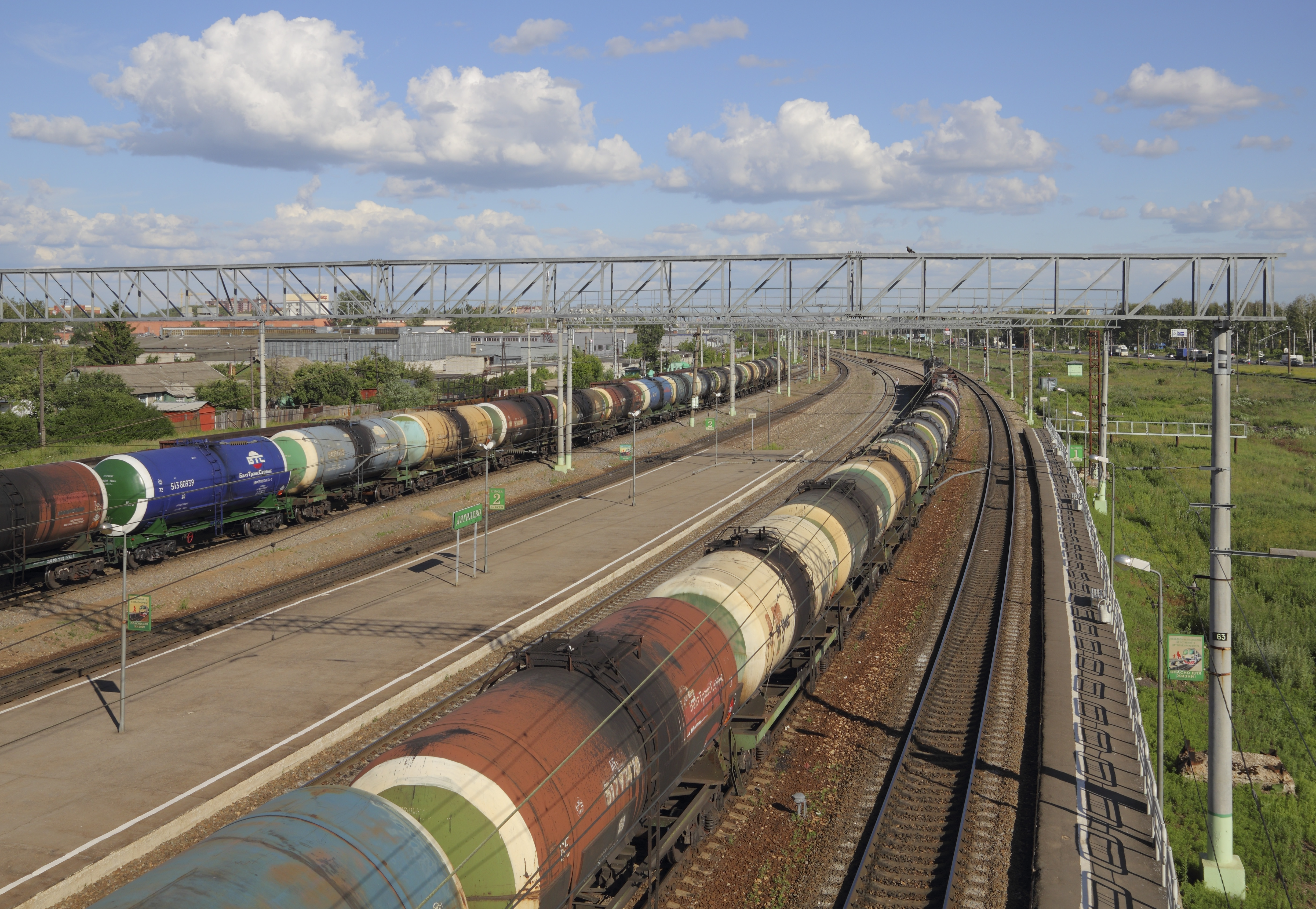
Платформа 2